# 岩代清水站
岩代清水站（日语：／ Iwashiroshimizu eki */?）是位於福島縣福島市泉字大佛36番1號，福島交通的飯坂線車站。此站是以唯一冠以舊國名岩代國的車站。在1972年前還設有川俁線的時代，冠以岩代國的車站還有岩代飯野站和岩代川俁站。

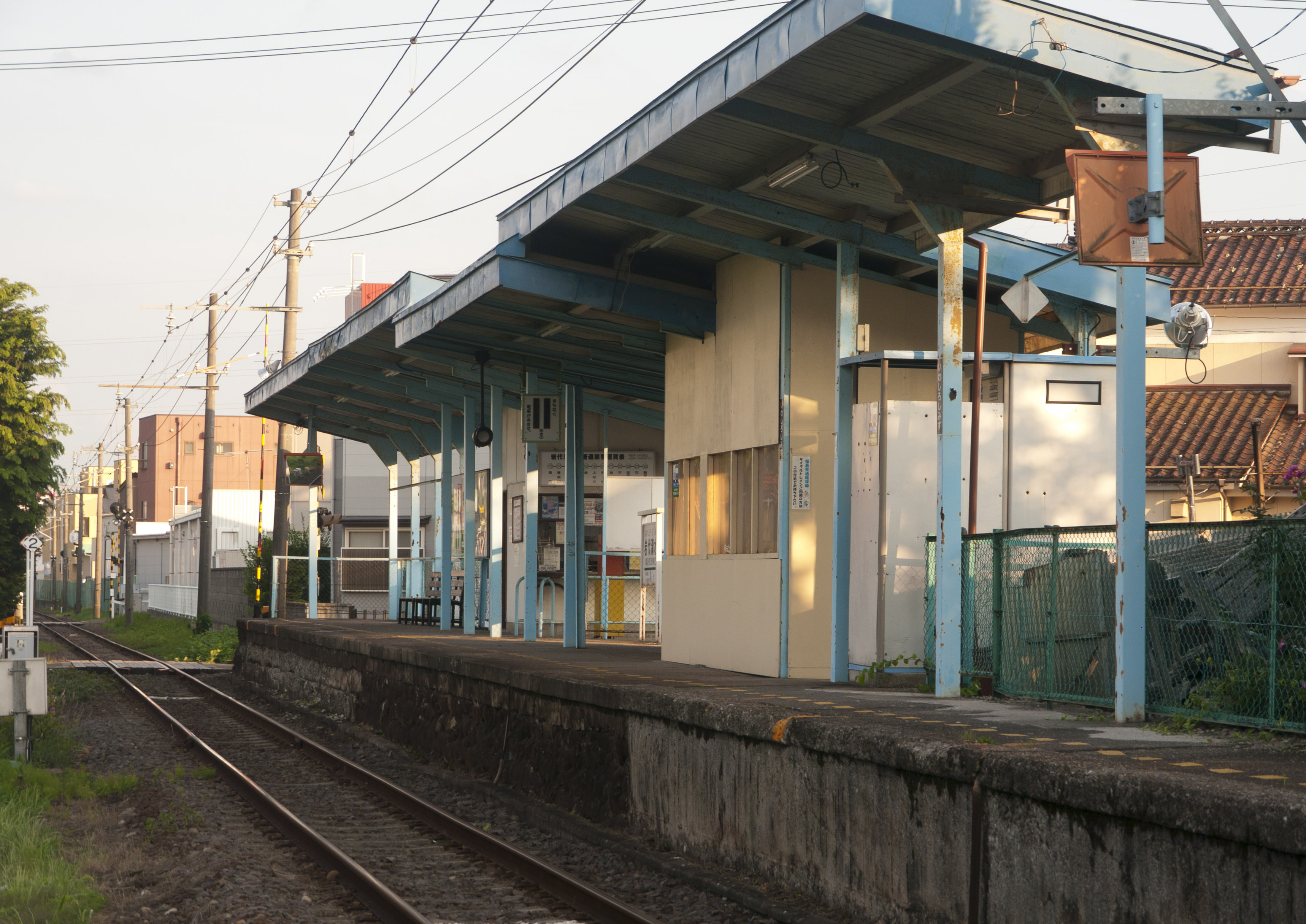
月台（20211年7月）

## 歷史
- 1925年（大正14年）6月21日 - 飯坂電車清水公所站啟用[1]。
- 1944年（昭和19年）12月29日 - 車站改名為岩代清水站。

此站鄰近舊福電興業，當時設有引込線連接福島站一方。隨著福電興業關閉而撤走，現時遺留了出發信號燈和場內信號燈。另外，在1981年前，當時設有貨物車站，可從車站上看見貨運列車進行起卸作業。

## 車站構造
此站是地面車站，設有1面1線的單式月台。此站設有櫃臺、簡易型IC卡閘機、售票機、長椅和簡易廁所。
在早上和黃昏設有車站職員當值。在星期六、日和假日成為整日無人車站。

## 使用狀況
在2010年度的乘車人次為425人。
以下為近年1日平均上落、乘車人次列表：
| 年度   | 1日平均 乘車人次 | 1日平均 上下車人次 |
| ------ | ---------------- | ------------------ |
| 2010年 | 425              |                    |
| 2011年 |                  | 676                |
| 2012年 |                  | 715                |
| 2013年 |                  | 751                |
| 2014年 |                  | 887                |
| 2015年 |                  | 869                |
| 2016年 |                  |                    |
| 2017年 |                  |                    |
| 2018年 |                  | 934                |

## 車站周邊
- JA福島未來（日语：ふくしま未来農業協同組合）清水分店
- 福島泉郵局
- YORK BENIMARU（日语：ヨークベニマル）福島泉店
- 福島市政廳（日语：福島市役所）清水分所
- 福島消防署（日语：福島市消防本部）清水分署
- 酒井眼科醫院
- 樋口整形外科診所
- 福島縣道3號福島飯坂線（日语：福島県道3号福島飯坂線）
- 國道13號繞道（福島西道路）

## 巴士路線
福島交通「泉局前」巴士站
- 福島站東出口 經繞道（日语：福島南バイパス）前往醫大醫院（日语：福島県立医科大学附属病院）
- 經福島站東出口 前往大原綜合醫院（日语：大原綜合病院）
- 前往折戸（在資訊上為「大笹生」）
- 前往堰場（在資訊上為「中野」）
- 前往荒古屋
- 前往北澤又

## 相鄰車站
福島交通
飯坂線
美術館圖書館前－岩代清水－泉

## 注腳
1. ↑  今尾惠介監修《日本鉄道旅行地図帳 2号 東北》（新潮社、2008年）p.27
2. ↑  福島市公共交通活性化基本計画PDF（日語） - 福島市，2012年，22頁
3. ↑  國土數値情報(不同車站上落客數據)2011-2015年  （页面存档备份，存于）（日語） - 國土交通省，國土數値情報(不同車站上落客數據)2018年  （页面存档备份，存于） - 國土交通省，2019年9月3日參閲

## 外部連結
- 福島交通 - 飯坂線 岩代清水站 （页面存档备份，存于）（日語）